# Chicora
Chicora – miejscowość w hrabstwie Butler w stanie Pensylwania. 24 czerwca 1938 roku w pobliżu tej miejscowości na wysokości ok. 20 km wybuchł w powietrzu chondrytowy meteoroid o masie ocenianej na ±500 ton.